# Ахадуллаев, Рамазан Джаруллахович
Рамазан Ахадуллаев (род. 1978, Картас-Казмаляр, Дагестанская АССР) — российский самбист, дзюдоист, боец ММА, призёр чемпионата России по дзюдо, чемпион мира по боевому самбо, мастер спорта России международного класса.

## Биография
В 2004 году стал бронзовым призёром чемпионата России по дзюдо. На следующий стал чемпионом мира по боевому самбо.
21 мая 2004 года провёл дебютный бой в смешанных боевых искусствах, в котором победил сабмишном украинского бойца Артёма Матвеевского. По состоянию на ноябрь 2005 года Ахадуллаев провёл 12 боёв, в которых одержал 9 побед, потерпел два поражения и один бой окончился вничью.

## Спортивные результаты
- Чемпионат России по дзюдо 2004 года — .

## Статистика боёв
| Результат | Рекорд | Соперник             | Способ                       | Турнир                              | Дата                 | Раунд | Время | Место                   | Примечание |
| --------- | ------ | -------------------- | ---------------------------- | ----------------------------------- | -------------------- | ----- | ----- | ----------------------- | ---------- |
| Победа    | 9-2-1  | Марк Эммануэль       | Сабмишном (удушение)         | M-1 MFC — Russia vs. France         | 3 ноября 2005 года   | 1     | 2:36  | Россия, Санкт-Петербург |            |
| Поражение | 8-2-1  | Трэвис Виуфф         | Единогласное решение         | Titan FC 35 — Healy vs. Hawn        | 14 мая 2005 года     | 3     | 5:00  | США, Нью-Джерси         |            |
| Ничья     | 8-1-1  | Милко Вурн           | Ничья                        | JE — Holland vs. Russia             | 24 апреля 2005 года  | 3     | 5:00  | Нидерланды              |            |
| Победа    | 8-1    | Алексей Богословский | Техническим нокаутом (удары) | M-1 MFC — International Fight Night | 5 февраля 2005 года  | 2     | 1:59  | Россия, Санкт-Петербург |            |
| Победа    | 7-1    | Родни Гландер        | Раздельное решение           | M-1 MFC — Heavyweight GP            | 4 декабря 2004 года  | 2     | 5:00  | Россия, Москва          |            |
| Поражение | 6-1    | Мартин Малхасян      | Сабмишном (удушение сзади)   | M-1 MFC — Heavyweight GP            | 4 декабря 2004 года  | 1     | 4:45  | Россия, Москва          |            |
| Победа    | 6-0    | Роман Савочка        | Техническим нокаутом (удары) | M-1 MFC — Mix-Fight                 | 6 ноября 2004 года   | 1     | 4:41  | Россия, Санкт-Петербург |            |
| Победа    | 5-0    | Бага Агаев           | Сабмишном (удушение сзади)   | M-1 MFC — Mix-Fight                 | 6 ноября 2004 года   | 1     | 4:57  | Россия, Санкт-Петербург |            |
| Победа    | 4-0    | Владимир Кученко     | Сабмишном (удушение сзади)   | M-1 MFC — Mix-Fight                 | 6 ноября 2004 года   | 1     | 0:35  | Россия, Санкт-Петербург |            |
| Победа    | 3-0    | Питер Малдер         | Сабмишном (удары)            | M-1 MFC — Middleweight GP           | 9 ноября 2004 года   | 1     | 0:48  | Россия, Санкт-Петербург |            |
| Победа    | 2-0    | Василий Горбонос     | Сабмишном (рычаг локтя)      | M-1 — Middleweight Grand Prix       | 27 августа 2004 года | 1     | 2:01  | Россия, Санкт-Петербург |            |
| Победа    | 1-0    | Артём Матвеевский    | Сабмишном                    | M-1 MFC — Mix-Fight                 | 21 мая 2004 года     | N/a   | N/a   | Россия, Санкт-Петербург |            |